# 1638 en musique classique
| \| • Retour à la chronologie générale de la musique classique • \| |
| Grèce • Rome • Haut Moyen Âge • VIIIe siècle • IXe siècle • Xe siècle • XIe siècle XIIe siècle • XIIIe siècle • XIVe siècle • XVe siècle • XVIe siècle • XVIIe siècle XVIIIe siècle • XIXe siècle • XXe siècle • XXIe siècle |
| • Retour à la chronologie générale de la musique classique • |

| Années en musique classique : 1635 - 1636 - 1637 - 1638 - 1639 - 1640 - 1641    |
| Décennies en musique classique : 1600 - 1610 - 1620 - 1630 - 1640 - 1650 - 1660 |

## Œuvres
- Girolamo Fantini : Modo per imparare a sonare di Tromba.
- Claudio Monteverdi : Madrigali Guerrieri e Amorosi.
- Étienne Moulinié : Airs de cour à 4 et 5 parties.

## Naissances
- 14 avril : Diogo Dias Melgás, compositeur portugais († 3 février 1700).
- 15 juillet : Giovanni Buonaventura Viviani, compositeur italien († 1692).

## Décès
- 21 janvier : Ignazio Donati, compositeur italien (° vers 1570).
- 17 mars : Pero de Gamboa, compositeur portugais (° vers 1563).
- 6 mai : Vincenzo Ugolini, compositeur et chanteur Italien (° vers 1580).
- 27 mai : Nicolas Formé, compositeur français (° 26 mars 1567).
- 23 septembre : Daniel Friderici, compositeur allemand et chantre primaire de l'église Sainte-Marie de Rostock (° 1584).

Date indéterminée :
- Antonio Amati, luthier italien (° 1540).
- Giovanni Pietro Berti, chanteur, organiste et compositeur italien (° 1590).
- René Mézangeau, luthiste et compositeur français (° 1568).
- Alessandro Piccinini, luthiste, théorbiste et compositeur italien (° 30 décembre 1566).
- Francis Pilkington, musicien, luthiste, et chanteur anglais (° 1560).
- John Wilbye, compositeur anglais (° 1574).